# دهان (سیب و سوران)
دِهان dehaan، روستایی در دهستان سیب و سوران بخش مرکزی شهرستان سیب و سوران در استان سیستان و بلوچستان ایران است. طایفۀ دِهانی در شهرستانهای سراوان، گلشن، سوران، مهرستان، سرباز، ایرانشهر، خاش، بمپور، راسک، دشتیاری، قصرقند و... و ماشکید و پنجگور و مند و تربت و.... به این روستا منسوب هستند.

## جمعیت
بر پایه سرشماری عمومی نفوس و مسکن در سال ۱۳۹۵، جمعیت این روستا برابر با ۷۸۴ نفر (۲۰۲ خانوار) بوده‌است.